# Johann Moritz Richter (Architekt, 1647)
Johann Moritz Richter d. J. (getauft am 1. April 1647 in Weimar; begraben am 17. Mai 1705 in Jena) war ein deutscher Architekt und Stadtplaner. 

## Familie
Richter entstammte einer bekannten Thüringer Baumeisterfamilie. Sein Vater Johann Moritz Richter d. Ä war schon Baumeister und Architekt. Am 20. Januar 1673 heiratete Johann Moritz Richter d. J. in der Zeitzer Schlosskirche Maria Dorothea Zapf, die Tochter seines Paten Nicolaus Zapf. Auch Richters Sohn Johann Adolph Richter (1682–1768) war ein bekannter Baumeister. Dieser war am Bau des Schloss Belvedere in Weimar beteiligt.

## Werk
Nachdem Johann Moritz Richter ab 1664 schon einen modernen Festungsgürtel der Festung Heldrungen geplant hatte, übernahm er nach dem Tod seines Vaters 1667 dessen Amt als weimarischer Landbaumeister und die Arbeiten an Schloss Moritzburg in Zeitz sowie an Schloss Neu-Augustusburg in Weißenfels. In Weißenfels war ihm Johann August von Leitzsch, der Kommandant der Festungen Heldrungen und Querfurt, vorgesetzt, der die Pläne stark beeinflusste. Dort entstand auch, wahrscheinlich nach Richters Plänen, 1673 das barocke Fürstenhaus. In einem Steuerregister ist er dort jedenfalls 1688 als Grundstückseigentümer eingetragen. Als in Eisenberg 1677 Herzog Christian den Baumeister Christian Wilhelm Gundermann mit dem Neubau eines Schlosses mit Schlosskirche beauftragte, zog dieser den damaligen sächsisch-thüringischen Oberbaumeister Richter hinzu. 
Ab 1684 war Johann Moritz Richter am markgräflichen Hof in Bayreuth tätig. Im Auftrag von Christian Ernst von Brandenburg-Bayreuth plante er ab 1686 die Erlanger Neustadt als barocke „Idealstadt“ in Form einer kompakten rechteckigen Stadtanlage. Er schuf auch die Pläne für die dort neu errichtete Hugenottenkirche. Die besonders plangetreu umgesetzte Stelle, an der die heutige Goethestraße auf die Heuwaagstraße trifft, wird nach dem Baumeister „Richter'sches Eck“ genannt. Ab 1689 leitete Richter im Auftrag von Albrecht Anton von Schwarzburg-Rudolstadt den Wiederaufbau der Unterkirche in Bad Frankenhausen und plante das Jagdschloss Rathsfeld.